# Tremella ramalinae
Tremella ramalinae är en svampart som beskrevs av Diederich 1996. Tremella ramalinae ingår i släktet Tremella och familjen Tremellaceae.  Arten är reproducerande i Sverige. Inga underarter finns listade i Catalogue of Life.